# 大島利惠
大島利惠，是日本神奈川縣橫濱市出身的女性動畫師，已婚。

## 概要
- 與豬股睦美一起進入葦製作，早期以為名活動，後改同音化名。

- 夫婿亦為動畫工作者遊佐和重，夫婦倆都是愛貓人士，近年來大多從事與貓相關的動畫，也一起參予《來來貓》、《嘟嘟貓觀察日記》的製作。

## 製作参加
- 堂吉诃德[1]（1980年：作画）
- 宇宙戰士（1980-1981年：作画）
- 戰國魔神豪將軍（1981年：作画）
- 超獸機神（1985年：原画）
- 忍者戰士飛影（1985-1986年：原画）
- 故鄉重現 日本的古老傳說（1992年：作画）

- 時空鼠譚[2]（1988年：原画）
- 阿鶴公主（1990年：作画監督）
- 貓狗寵物街（1994年：第2季角色設計）
- 遊熊好閒（1995-1996年：作画監督）
- 玩偶遊戲（1996-1998年：原画）
- 反斗小王子（1998-2011年：原画→作画監督）
- 元氣媽媽（2009-2010年：作画監督）
- 來來貓（2009-2011年：作画）
- 嘟嘟貓觀察日記（2012年：作画）
- 花之豆打丸（2013年：全原画、全美術）